# Групове зґвалтування та вбивство в Делі (2012)
Групове зґвалтування та вбивство в Делі, широко відомі як справа Нірбхая — групове зґвалтування, катування та напад зі смертельним результатом, вчинені 16 грудня 2012 року в районі Мунірка в Південному Делі шістьма чоловіками, включно з водієм, в автобусі проти 22-річної лікарки Джиоті Сингх. Всіх винних було покарано, а злочин викликав хвилю протестів в усьому світі.

## Перебіг злочину
22-річна лікарка-інтернка фізіотерапії Джиоті Сингх та її друг Авіндра Пратап Панді поверталися додому ввечері 16 грудня 2012 року після перегляду фільму «Життя Пі» у PVR Select City Walk, Сакет, а потім сіли на рикші, щоб дістатися до автобусної зупинки «Мунірка». Вони сіли в автобус у Мунірці до Дварки приблизно о 21:30.
В автобусі було лише шестеро людей, включно з водієм. Один із чоловіків, який був неповнолітнім, сказав Сингх та її другу, що автобус прямує до місця призначення. Чоловіки взяли по 10 рупій за проїзд зі Сингх та її друга. Через деякий час друг Сингх запідозрив небезпеку, коли автобус відхилився від звичайного маршруту, а його двері були зачинені. Коли Панді сказав про це, група з шести чоловіків, включно з водієм, почала глузувати з пари, запитуючи, що вони роблять одні в такий пізній час.
Під час сварки Панді з групою чоловіків виникла бійка. Панді били, заткнули кляпом і вдарили залізним прутом, унаслідок чого він втратив свідомість. Потім нападники потягли Сингх до задньої частини автобуса, били її прутом і ґвалтували, поки водій автобуса продовжував їхати. Пізніше в медичному висновку було зазначено, що внаслідок нападу Сингх отримала серйозні травми живота, кишечника та геніталій, і що пошкодження вказують на те, що для зґвалтування міг бути використаний тупий предмет (імовірно, залізний прут). Пізніше поліція описала його як іржавий L-подібний інструмент, який використовується як ручка домкрата.
За даними поліції, Сингх намагалася відбиватися, вкусивши трьох нападників і залишивши сліди укусів на обвинувачених. Закінчивши побиття та зґвалтування, зловмисники викинули обох постраждалих з автобуса під час його руху. Згодом один зі зловмисників відчистив транспортний засіб, щоб позбутися доказів. Поліція вилучила автобус наступного дня.
Частково одягнених Сингх та Панді знайшов на дорозі перехожий близько 23 години. Перехожий подзвонив у поліцію Делі, яка доставила постраждалих до лікарні Сафдарджунг, де Сингх надали невідкладну допомогу та підключили до ШВЛ. Її знайшли зі слідами тілесних ушкоджень, зокрема численними укусами по всьому тілу. Згідно з повідомленнями, один з обвинувачених чоловіків сказав, що бачив, як інші нападники в автобусі витягли з жінки предмет, схожий на мотузку, імовірно, її кишки. З автобуса вилучили два закривавлені металеві прути, і медичний персонал підтвердив, що «це було зґвалтування, яке спричинило величезні пошкодження її статевих органів, матки та кишечника».
Через 11 днів після нападу Джиоті Сингх доправили до лікарні Сафдарджунг у Делі та перевели до Сінгапуру, де через 2 дні вона померла від отриманих травм. 
Оскільки закони Індії не дозволяють пресі публікувати ім'я потерпілих від зґвалтування, Джиоті Сингх була широко відома як Нірбхая («безстрашна»), а її боротьба та смерть стали символом опору жінок зґвалтуванням у всьому світі.

## Покарання та суспільна реакція
Інцидент викликав широке національне та міжнародне висвітлення та був широко засуджений як в Індії, так і за кордоном. Згодом у Нью-Делі відбулися публічні протести проти уряду штату та центральних органів влади за неспроможність створити належну безпеку для жінок. Подібні протести пройшли у великих містах країни. 
Усіх підозрюваних заарештували та звинуватили у сексуальному насильстві та вбивстві. Один з обвинувачених, Рам Сингх, помер під вартою в поліції внаслідок гіпотетичного самогубства 11 березня 2013 року. Згідно з деякими опублікованими звітами та даними поліції, Рам Сингх повісився, але адвокати захисту та його родина стверджують, що його вбили. Решту обвинувачених судили в прискореному режимі; 8 липня 2013 року обвинувачення завершило надавати докази. 10 вересня 2013 року четверо повнолітніх обвинувачених — Паван Гупта, Вінай Шарма, Акшай Такур і Мукеш Сингх (брат Рама Сингха) — були визнані винними у зґвалтуванні та вбивстві, а через три дні були засуджені до смертної кари. У справі про смерть і розгляд апеляцій 13 березня 2014 року Високий суд Делі залишив у силі обвинувальний і смертний вироки. 18 грудня 2019 року Верховний суд Індії відхилив остаточні апеляції засуджених. Чотирьох повнолітніх засуджених стратили через повішення 20 березня 2020 року. Неповнолітній Мохаммед Афроз був визнаний винним у зґвалтуванні та вбивстві та отримав максимальне покарання у вигляді трьох років позбавлення волі у виправній колонії відповідно до Закону про ювенальну юстицію.
Унаслідок протестів у грудні 2012 року був створений судовий комітет для вивчення та розгляду громадських пропозицій щодо найкращих шляхів внесення змін до законів з метою забезпечення швидкого розслідування та судового переслідування сексуальних злочинців. Розглянувши близько 80 000 пропозицій, комітет подав доповідь, у якій зазначено, що невдачі з боку уряду та поліції були основною причиною злочинів проти жінок. 2013 року президент Пранаб Мукерджі оприлюднив Закон про кримінальне право (поправки), а також були ухвалені кілька нових законів і створені 6 нових судів швидкого розгляду для справ про зґвалтування. Однак у грудні 2014 року, через два роки після нападу, батько Джиоті Сингх назвав обіцянки реформ невиконаними і сказав, що шкодує про те, що не зміг відновити справедливість щодо своєї дочки та інших жінок, подібних до неї.